# یواس‌اس نوشو (ای‌او-۲۳)
یواس‌اس نوشو (ای‌او-۲۳) (به انگلیسی: USS Neosho (AO-23)) یک کشتی بود که طول آن ۵۵۳ فوت (۱۶۹ متر) بود. این کشتی در سال ۱۹۳۹ ساخته شد.